# Sorbonne

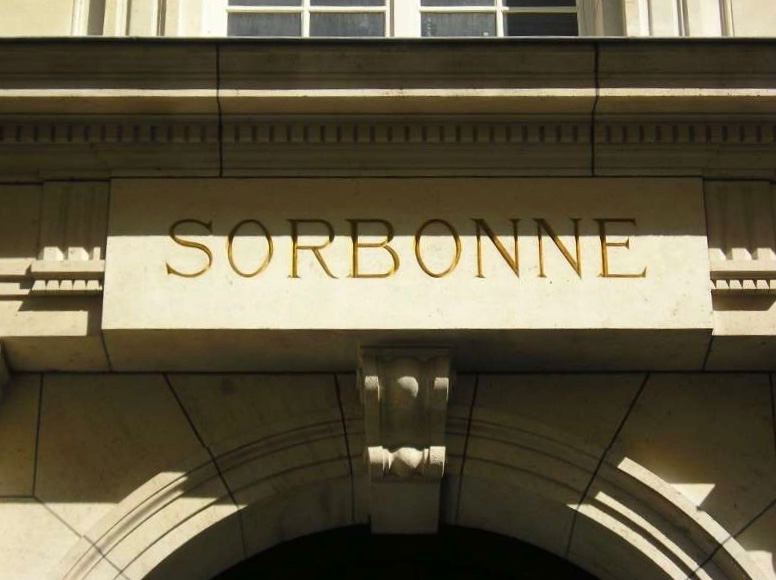
Bảng khắc trên cổng vào của Sorbonne

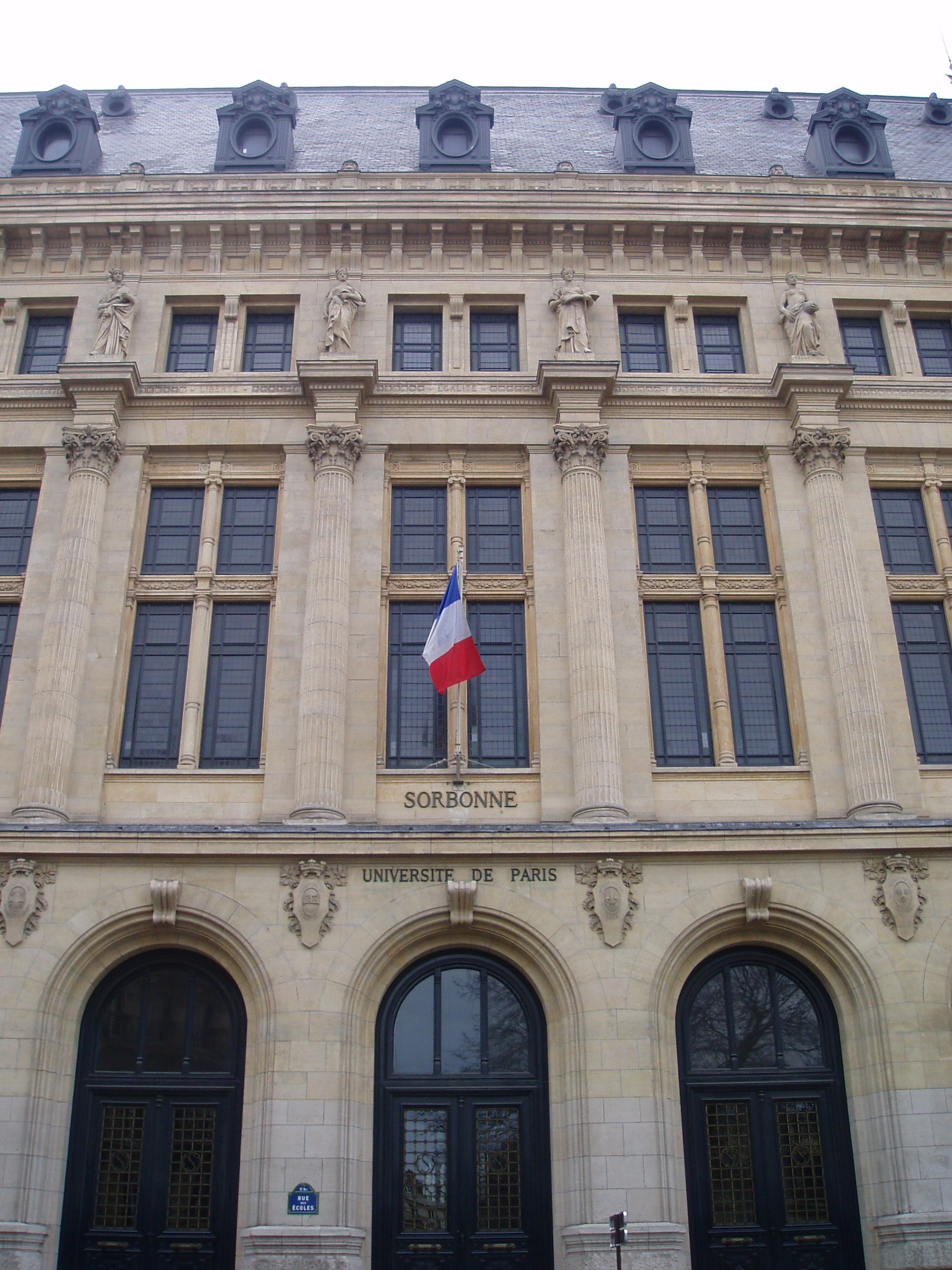
Mặt trước của tòa nhà Sorbonne Building

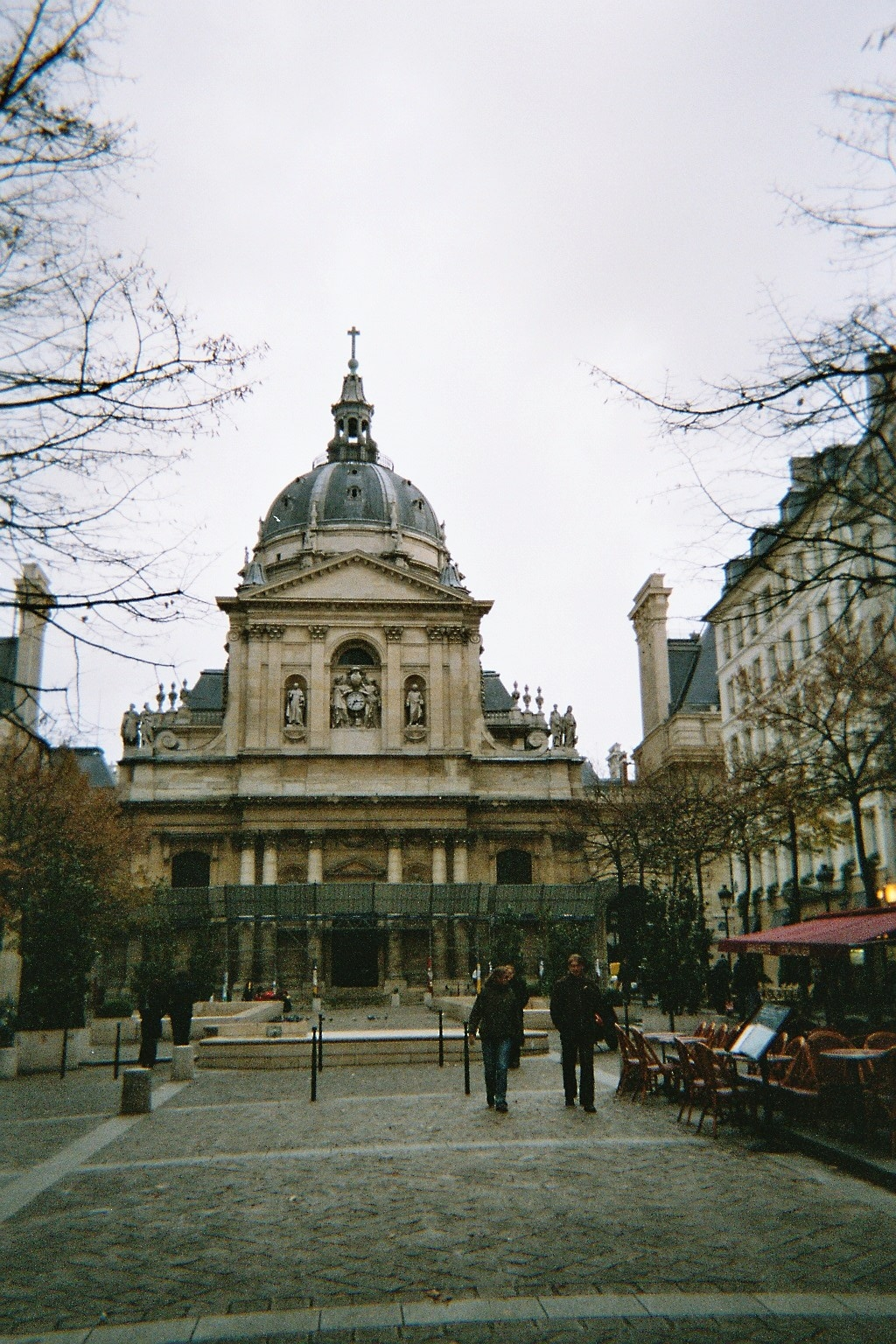
Sorbonne Place

Danh tự Sorbonne (La Sorbonne) thông thường được dùng để chỉ Đại học Paris hay một trong các đại học kế nhiệm nó (xem bên dưới) theo cách dùng gần đây. Từ "Sorbonne" thực ra đã được dùng với nhiều nghĩa khác nhau trải qua nhiều thế kỷ.
Từ ngày 1 tháng 1 năm 2018, Đại học Sorbonne được thành lập bởi sự sáp nhập của Đại học Paris-Sorbonne, Đại học Pierre et Marie Curie và một số trường đại học nhỏ khác.
Khởi đầu, Sorbonne là tên một tòa nhà thuộc Khu phố La Tinh, trong thời Trung Cổ là trụ sở của Học viện Sorbonne (Collège de Sorbonne), một phần của Viện Đại học Paris, và trong ngôn ngữ thường dùng, được dùng để chỉ Đại học Paris cũ (đến năm 1793) và sau này cho cả Viện Đại học Paris (1896–1971). Từ cuộc cải cách đại học Pháp 1970/71, danh tự Sorbonne (hay Đại học Sorbonne) thường được dùng cho tòa nhà chính tại Quận 5, Paris và bốn trong 13 trường Đại học Paris (Trường Đại học Paris I: Panthéon-Sorbonne, Trường Đại học Paris II, Université Sorbonne-Nouvelle và Đại học Paris IV: Paris-Sorbonne). Trong tòa nhà Sorbonne này còn có một phần của Đại học Paris V (Université de la Sorbonne de Paris Descartes), École nationale des chartes và toàn Ban Giám hiệu trường. 
Thông tin về Đại học Paris lịch sử, các viện đại học nối tiếp (trong đó có Trường Đại học Paris I: Panthéon-Sorbonne, Trường Đại học Paris II, Université Sorbonne-Nouvelle và Đại học Paris IV: Paris-Sorbonne) hoặc Collège de Sorbonne.

### Collège de Sorbonne
Collège de Sorbonne, tức Học viện Sorbonne nguyên thủy là một học viện thành lập vào năm 1257 bởi Robert de Sorbon rồi sau đó trở thành ngôi trường quan trọng nhất của Đại học Paris thời trung cổ. Đại học Paris tuy hình thành trước với các trường nhỏ hơn được lập ra vào cuối thế kỉ thứ 12 nhưng sau khi sáp nhập trường Sorbonne vào hệ thống đó thì cũng nhận luôn cái tên Sorbonne làm tên chung của cả hệ thống.
Trong cuộc Cách mạng Pháp Học viện Sorbonne phải đóng cửa; Napoléon cho trường hoạt động lại vào năm 1808 nhưng cuối cùng đến năm 1882 phải đóng cửa hẳn. Học viện Sorbonne tuy vậy để lại dấu ấn trong lịch sử là một trong số những trường lâu đời nhất thuộc viện Đại học Paris. Theo sách của Hastings Rashdall viết năm 1895 thì trường này có mặt suốt từ thời Trung cổ cho đến Cách mạng Pháp, thời gian hơn 600 năm lẻ. Những trường khác thường duy trì được ít năm rồi bế giảng. Mặc dù Viện Đại học Paris qua nhiều thời đại đã có trường đóng cửa, số khác được lập ra kể cả thời cận kim, như Collège des Quatre-Nations.

### Phân khoa thần học Paris
Tên "Sorbonne" còn gắn liền với phân khoa thần học tuy đây chỉ là một trong nhiều phân khoa của trường này. Vì là trung tâm nghiên cứu thần học quan trọng, "Sorbonne" đã trở thành gần như đồng nghĩa với Khoa thần học của Đại học Paris.

### Toàn bộ Đại học Paris
Vào cuối thế kỷ 19, sau khi Collège de Sorbonne đã ngừng hoạt động, khu trường ốc cũ được dùng chia cho các phân khoa Khoa học và Văn học của Viện Hàn lâm Paris. Một tên mới, Đại học Pháp được dùng để chỉ một số phân khoa của trường Đại học Paris trước đây và "Sorbonne" được nhập thành tên thông dụng cho toàn bộ Đại học Paris.

### Các viện đại học tiếp sau đó
Viện Đại học Paris vào năm 1970 được chia làm 13 trường đại học khác nhau. Trong số 13 trường, có ba đại học vẫn giữ "Sorbonne" trong tên gọi; đó là Trường Đại học Paris I: Panthéon-Sorbonne, Université Sorbonne-Nouvelle và Đại học Paris IV: Paris-Sorbonne; và Trường Đại học Panthéon-Assas (tiếng Pháp: Université Panthéon-Assas; vắn tắt: Assas; nguyên là Khoa Luật của Viện Đại học Paris), đến nay vẫn còn cùng giữ khu ốc hành chính và văn phòng ở Điện Panthéon - tại Sorbonne cùng với Trường Đại học Paris I.
Tất cả 13 trường đại học này chịu sự quản lý chung của một viện trưởng với văn phòng đặt tại Sorbonne.

## Tên tuổi nổi tiếng liên quan đến Sorbonne
- Alexandre Alekhine, vô địch thế giới cờ vua từ 1927 đến 1935
- Alexandre V, Phản Giáo hoàng
- Jean-Jacques Ampère, nhà vật lý
- Theo Angelopoulos, nhà làm phim
- Antoine Arnauld, nhà văn
- Raymond Aron, triết gia
- Miguel Ángel Asturias, Giải Nobel Văn học năm 1967
- Alphonse Aulard, sử gia
- Joaquin Balaguer
- Georges Bataille, nhà văn
- Benoît XVI, Giáo hoàng
- Henri Bergson, triết gia
- Claude Bernard, nhà sinh học
- Francine Bloch
- Adeline Blondieau, diễn viên
- Boileau, nhà thơ
- Ferdinand Buisson, Giải Nobel hòa bình, sáng lập viên hội LDH
- Jean Calvin, nhà thần học
- Roch Carrier, nhà văn
- André Chamson, nhà văn
- André Chastel, sử gia
- Adrienne Clarkson, Toàn quyền Canada
- Pierre de Coubertin, người sáng lập phong trào Olympic hiện đại
- Victor Cousin, triết gia
- Marie Curie, nhà vật lí, hóa học
- Pierre Curie, nhà vật lý
- Simone de Beauvoir, nhà văn
- Jean Philibert Damiron
- Bénédicte Delmas, diễn viên
- Raymond Duchamp-Villon
- Erasme, nhà thần học
- Claude Charles Fauriel
- Jacques Derrida, triết gia
- Jean Favier, sử gia
- Moshe Feldenkrais
- Lawrence Ferlinghetti
- Gautier de Châtillon
- Nicolas Eugène Géruzez
- Jean-Luc Godard, nhà làm phim
- Petar Guberina
- François Guizot
- René Gutman, Grand-Rabbin
- Francis Seymour Haden
- Gabriel Hanotaux
- John F. Hasey
- Ignace de Loyola, sáng lập Dòng Tên
- Pierre Favre, người nghiên cứu văn hóa Hy Lạp, hội viên Dòng Tên
- François Xavier, nhà truyền giáo, hội viên Dòng Tên
- Vilayat Inayat Khan
- Paul Janet
- Frédéric Joliot, nhà vật lý
- Irène Joliot-Curie, nhà vật lý
- Alberto Jori, triết gia
- Michel Journiac, nghệ sĩ
- Venceslas Kruta, sử gia
- André Leroi-Gourhan, nhà khảo cổ học và nhân văn học
- Benny Lévy, triết gia và nhà văn Pháp
- Claude Lévi-Strauss, nhà nhân loại học
- Camille Le Tellier de Louvois
- Norman Mailer, nhà văn
- Roger Martin du Gard, nhà văn
- François Mauriac, nhà văn
- Marsile de Padoue, nhà thần học
- Michel Moine
- André Morellet
- Peter Martin Ngo-Dinh-Thuc
- Paul Nizan, nhà văn và triết gia
- Mikhail Vasilievich Ostrogradsky
- Gaston Paris
- Pierre de Blois
- Henri Poincaré, nhà toán học và vật lý học
- Raymond Queneau, nhà văn
- Elia Ravelomanantsoa, thương gia
- Vera Maria Rosenberg (SOE)
- Gustave Roussy, nhà nghiên cứu về thần kinh, ung thư, Giám đốc Viện Hàn lâm Paris, người sáng lập trung tâm chống ung thư đầu tiên của Pháp.
- Pierre Paul Royer-Collard
- Maximilien Rubel
- Adrian Ruchwald, nhà làm phim tài liệu
- Ibrahim Rugova
- Émile Saisset
- Jean-Paul Sartre, triết gia và nhà văn
- Jorge Semprún nhà văn, cựu bộ trưởng văn hóa Tây Ban Nha
- Jean-Pierre Serre
- Emmanuel Joseph Sieyès
- Pierre Teilhard de Chardin, nhà địa lý, triết gia và thần học
- Pierre Elliott Trudeau, cựu Thủ tướng Canada
- Marina Tsvetaeva
- Anne Robert Jacques Turgot
- John Napier Turner
- Étienne Vacherot
- Jacques Vergès, luật sư
- Sergio Vieira de Mello
- Pierre Vidal-Naquet, sử gia
- Saint Vincent de Paul, bộ trưởng Bộ văn hóa, apôtre de la charité
- Abel-François Villemain
- Sam Waterston
- Elie Wiesel, giải Nobel Hòa bình, nhà văn và giáo sư văn chương
- Jean Ziegler, chính khách Thụy Sĩ
- Hồ Chí Minh - nhà cách mạng, lãnh tụ Việt Nam
- Nguyễn An Ninh - nhà cách mạng, nhà Luật học Việt Nam đầu thế kỷ XX
- Nguyễn Văn Huyên, nhà dân tộc học Việt Nam đầu thế kỷ XX.